# Лундквист, Оке
Оке Лундквист (швед. Åke Lundqvist, 26 февраля 1913, Стокгольм — 6 сентября 2000, там же) — шведский шахматист. Выступал преимущественно в заочных турнирах. Был чемпионом Швеции по переписке (1945 г.). Участвовал в трех чемпионатах мира по переписке. Во 2-м чемпионате (1956—1958) занял 4-е место с результатом 9½ из 14 (+7 −2 =5). Главного успеха добился в 3-м чемпионате (1959—1961), где набрал 5½ из 9 (+4 −2 =3) и завоевал бронзовую медаль. За этот успех ему в 1962 г. было присвоено звание гроссмейстера ИКЧФ. Также Лундквист принимал участие в 4-м чемпионате мира по переписке (1962—1965), в котором набрал 5 очков из 12 (+1 −3 =8).